# Ярки (Алтайский край)
Ярки — упразднённый посёлок в Заринском районе Алтайского края. На момент упразднения входил в состав Сосновского сельсовета. Исключен из учётных данных в 1982 году.

## География
Располагался на левом берегу реки Аламбай, приблизительно в 3 км (по-прямой) к западу от села Горюшино.

## История
Основан в 1856 г. 
В 1928 г. деревня Ярки состояла из 110 хозяйств. В административном отношении входила в состав Казанцевского сельсовета Чумышского района Барнаульского округа Сибирского края.
Решением Алтайского краевого исполнительного комитета от 30.12.1982 года № 471 поселок исключен из учётных данных.

## Население
В 1926 г. в деревне проживало 445 человек (211 мужчин и 234 женщины), основное население — русские.